# Tera Term
Tera Term (seltener TeraTerm) ist ein softwarebasierter, kostenloser, open-source Terminal-Emulator. Er kann verschiedene Computerterminals vom DEC VT100 bis zum DEC VT382 nachbilden. Dabei werden Telnet, SSH1 und SSH2 sowie Varianten der seriellen Schnittstelle unterstützt. Unter anderem sind auch eine Makroskriptsprache und weitere nützliche Hilfsfunktionen integriert.

## Geschichte
Programmiert wurde die erste Version 1994 vom Japaner T. Teranishi. Zu dieser Zeit war Tera Term der einzige freie Terminal-Emulator, der die japanische Sprache unterstützte. Die Entwicklung durch die ursprünglichen Programmierer wurde Ende der 1990er Jahre mit der Version 2.3 eingestellt. Jedoch haben andere Organisationen weitergemacht, sodass eine große Vielfalt entstand.
Im Oktober 2002 hat Ayera Technologies Tera Term Pro in Version 3.1.3 veröffentlicht, welche SSH-2 unterstützt und mehrere zusätzliche Funktionen wie einen eingebauten Webserver mit API für externe Systeme, wiederkehrende „Lebens“-Befehle und ODBC-Datenbankunterstützung mittels TT Makroskriptsprache besitzt. Ayera Technologies hat nicht nur den Quelltext offengelegt, sondern darüber hinaus einen beschränkten technischen Support geleistet.
Im Jahr 2004 hat der japanische Software-Designer Yutaka Hirata eine Neuentwicklung der offenen Softwareversion Tera Term angestoßen. Er fügte seine eigene Umsetzung des SSH2 und mehrere neue Funktionen, zusätzlich zur bereits bestehenden Version 2.3, hinzu. Einen vollständigen Überblick erhält man im TeraTerm Support-Forum.
Um eine Versionsnummer-Verwirrung zu vermeiden und sichtbar zu machen, dass das von Yutaka entwickelte Tera Term aktueller als die Version 3.1.3 von Ayera Technologies ist, wurde entschieden, dass die Tera Term Professional Versionsnummern mit 4.xx starten sollen.
Im Januar 2005 hat Boris Maisuradze zusammen mit Yutaka Hirata ein Tera Term Support-Forum gestartet, in dem sie Anwenderfragen beantworten. Beiträge in diesem Forum ist der beste Weg, neue Programmfunktionen oder neue Makrobefehle vorzuschlagen.
Seit 2007 wird Tera Term vom Tera Term Project (japanisches Entwicklerteam) als Open-Source-Software gepflegt.
Die neueste Tera Term Version ist kompatibel mit Windows 95 und nachfolgenden Betriebssystemen.

## Makrocodebeispiel
```
getpassword 'username.dat' 'myusername' username
getpassword 'password.dat' 'mypassword' password

UsernamePrompt = 'Login:'
PasswordPrompt = 'Password:'

inputbox 'Directory path & name followed by ' 'Logging Directory'
; Default directory path for the log files C:\Logs
;loggerpath = 'C:\Logs'
loggerpath = inputstr
strcompare loggerpath ''

if result = 0 then
   loggerpath = 'C:\Logs'
endif

messagebox loggerpath 'logfile'

```